# 8-キノリノール
8-キノリノールは、キノリンの炭素8番の水素がヒドロキシル基に置換した有機化合物である。

## 合成法
2-アミノフェノールからスクラウプのキノリン合成によって得られる。

## 利用法
8-キノリノールには殺菌、消毒作用がある。また、アルコールに溶かした溶液は液体絆創膏として用いられる。
8-キノリノールとアルミニウム (III) との反応によって得られるトリス(8-キノリノラト)アルミニウム (Alq3) は最初の有機EL (OLED) デバイスの素子として知られており、キノリン環に様々な置換基を導入した化合物のルミネッセンス特性が広く研究されている。